# Siroscyphellina arundinacea
Siroscyphellina arundinacea är en svampart som beskrevs av Petr. 1923. Siroscyphellina arundinacea ingår i släktet Siroscyphellina, divisionen sporsäcksvampar och riket svampar.   Inga underarter finns listade i Catalogue of Life.